# سنية حبوب
سنية حبوب (1901- أيلول 1983) هي طبيبة لبنانية، وأول امرأة من لبنان تدرس الطب في الخارج ، والخريجة العربية الوحيدة من كلية الطب النسائية في بِنْسِيلفِانِيَا. حصلت على شهادتها الطبية في عام 1931، وعملت بعدها مع الصليب الأحمر اللبناني.

## النشأة
وُلدت سنية حبوب عام 1901م، والدها يُدعى مصطفى حبوب تاجر جلود، والدتها عادلة الجزائري   من تركيا. كانت والدتها أميّة، ولكنها مُعجبة بالنساء المُتعلمات وأصرت على تعليم ابنتها. التحقت سنية حبوب بالكلية الأمريكية للبنات ومن ثم الجامعة الأميركية في بيروت. ونظرًا لأن النساء لم يكن يتم قبولهن في البرنامج الطبي بالجامعة الأمريكية في ذلك الوقت، فقد قررت الحصول على شهادة طبية في الولايات المتحدة. 
في عام 1931، تخرجت حبوب من كلية الطب النسائية في بنسلفانيا، وكانت الخريجة العربية الوحيدة في الكلية. وبقيت في الولايات المتحدة عام 1932 لمزيد من التدريب في أمراض النساء والتوليد.

## الحياة المهنية
عادت حبوب إلى لبنان في عام 1932 وافتتحت عيادة صغيرة تقدم خدمات مجانية للنساء اللائي لا يستطعن تحمل التكاليف؛ وكانت أول طبيبة تدربت في الخارج لفتح عيادة في بيروت.  في وقت لاحق، عملت مع الصليب الأحمر اللبناني ومع دار الأيتام المسلمين ورابطة الشابات المسلمات وحصلت على «ميدالية الاستحقاق الصحية» في عام 1982 من الحكومة اللبنانية احتفالاً بعامها الخمسين كطبيبة.

## الحياة الشخصية
تزوجت سنية حبوب من محمد النقاش الذي كان صحفيًا، وأنجبا ابنتان. توفيت حبوب في عام 1983 عن عمر يناهز 82 عامًا، وهناك شارع يحمل اسمها في الرملة البيضا في بيروت تخليدًا لذكراها.